# HK417
Das von Heckler & Koch hergestellte Schnellfeuergewehr HK417 ist eine Version des HK416 im Kaliber 7,62 × 51 mm NATO. In der Bundeswehr wird es als G27 geführt.

## Technik
Das HK417 ist ein Gasdrucklader mit kurzem Hub. Der Gasdruck wirkt auf einen kurzen Gaskolben, der den Impuls über ein Zwischenstück an den Verschlussträger weiterleitet. Im Verschlussträger sitzt der Drehkopfverschluss, der mit 7 Verriegelungswarzen im Patronenlager verriegelt. Das Verschlussgehäuse besteht aus Aluminium und ist wie beim AR-15 horizontal in einen unteren und oberen Teil geteilt. Die Läufe sind kaltgehämmert und in verschiedenen Längen erhältlich; sie können – mit Spezialwerkzeug – auch im Feldlager ausgetauscht werden. Der Vorderschaft ist mit vier NATO-Schienen ausgestattet, an denen verschiedenes Zubehör montiert werden kann. Die Bedienelemente gleichen denen des AR-15. Das HK417 kann Einzel- und Dauerfeuer schießen. Der Prototyp nutzte Stahl- und Aluminiummagazine des G3 mit je 20 Schuss. Für die Serienversion wurden proprietäre Polymermagazine entwickelt, die denen des G36 ähneln. Auf die Möglichkeit, mehrere Magazine aneinanderzuclippen, wurde verzichtet. Vergleichbare Waffen, wie z. B. das KAC SR-25 oder das M110, verwenden stattdessen das SR-25-Magazin, welches als De-facto-Standard gilt. Die Verwendung von SR-25-Magazinen ist daher nur durch Austausch des Magazinschachts möglich. Der auf dem AG36 basierende 40-mm-Anbaugranatwerfer GLM kann unter dem Lauf montiert werden.
Das HK417 ist auf den Gebrauch als Designated Marksman Rifle (DMR) ausgelegt und wird in drei Varianten hergestellt, die sich hauptsächlich durch die Lauflänge unterscheiden.
| Variante        | Gesamtlänge (mm)          | Gesamtlänge (mm)            | Lauflänge (mm) | Höhe (mm) | Breite (mm) | Gewicht (kg) | Gewicht (kg)       |
| Variante        | Schulterstütze ausgezogen | Schulterstütze eingeschoben | Lauflänge (mm) | Höhe (mm) | Breite (mm) | ohne Magazin | mit vollem Magazin |
| --------------- | ------------------------- | --------------------------- | -------------- | --------- | ----------- | ------------ | ------------------ |
| HK417 12"       | 884                       | 804                         | 305            | 196       | 82          | 3,99         | 4,67               |
| HK417 16" (G27) | 985                       | 905                         | 406            | 196       | 82          | 4,15         | 4,83               |
| HK417 20"       | 1087                      | 1007                        | 508            | 196       | 82          | 4,60         | 5,28               |
| HK417 A2 13"    | 904                       | 824                         | 330            | 213       | 78          | 4,22         | 4,90               |
| HK417 A2 16,5"  | 994                       | 914                         | 419            | 213       | 78          | 4,40         | 5,08               |
| HK417 A2 20"    | 1082                      | 1002                        | 508            | 213       | 78          | 4,74         | 5,42               |

## Verwendung

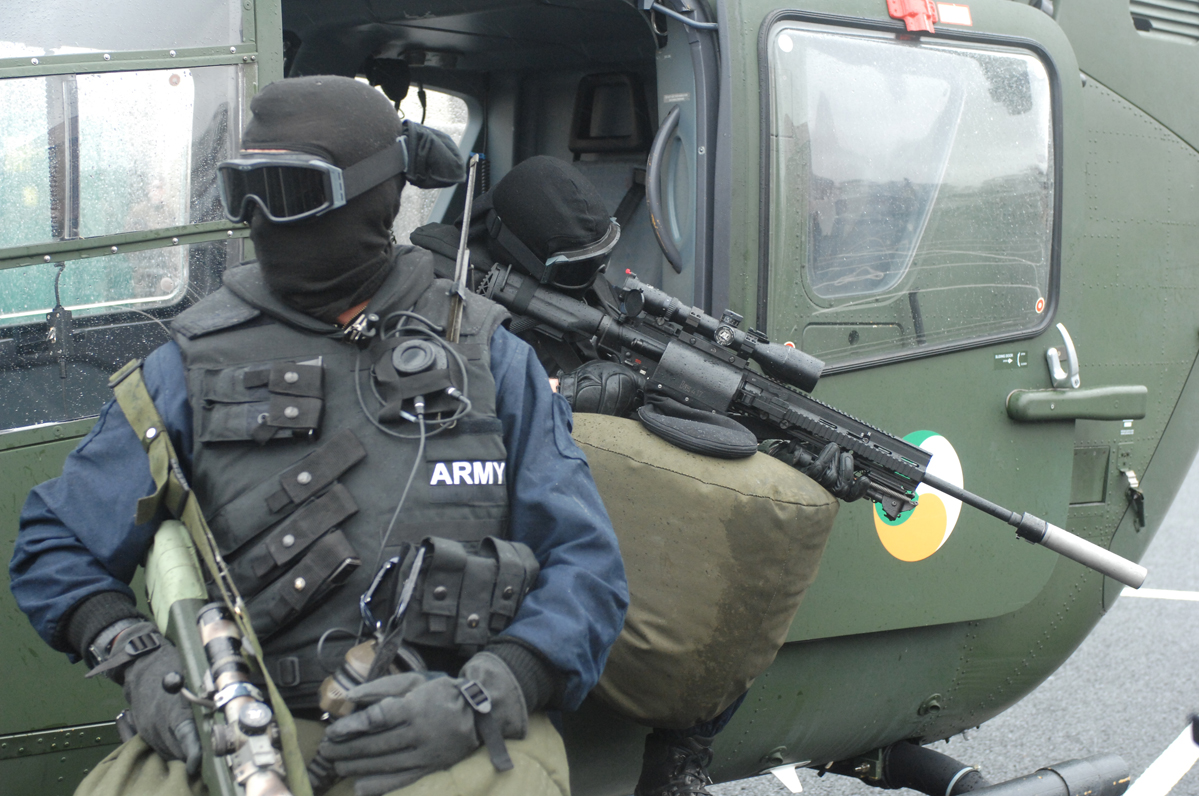
Schütze der Army Ranger Wing mit einem HK417

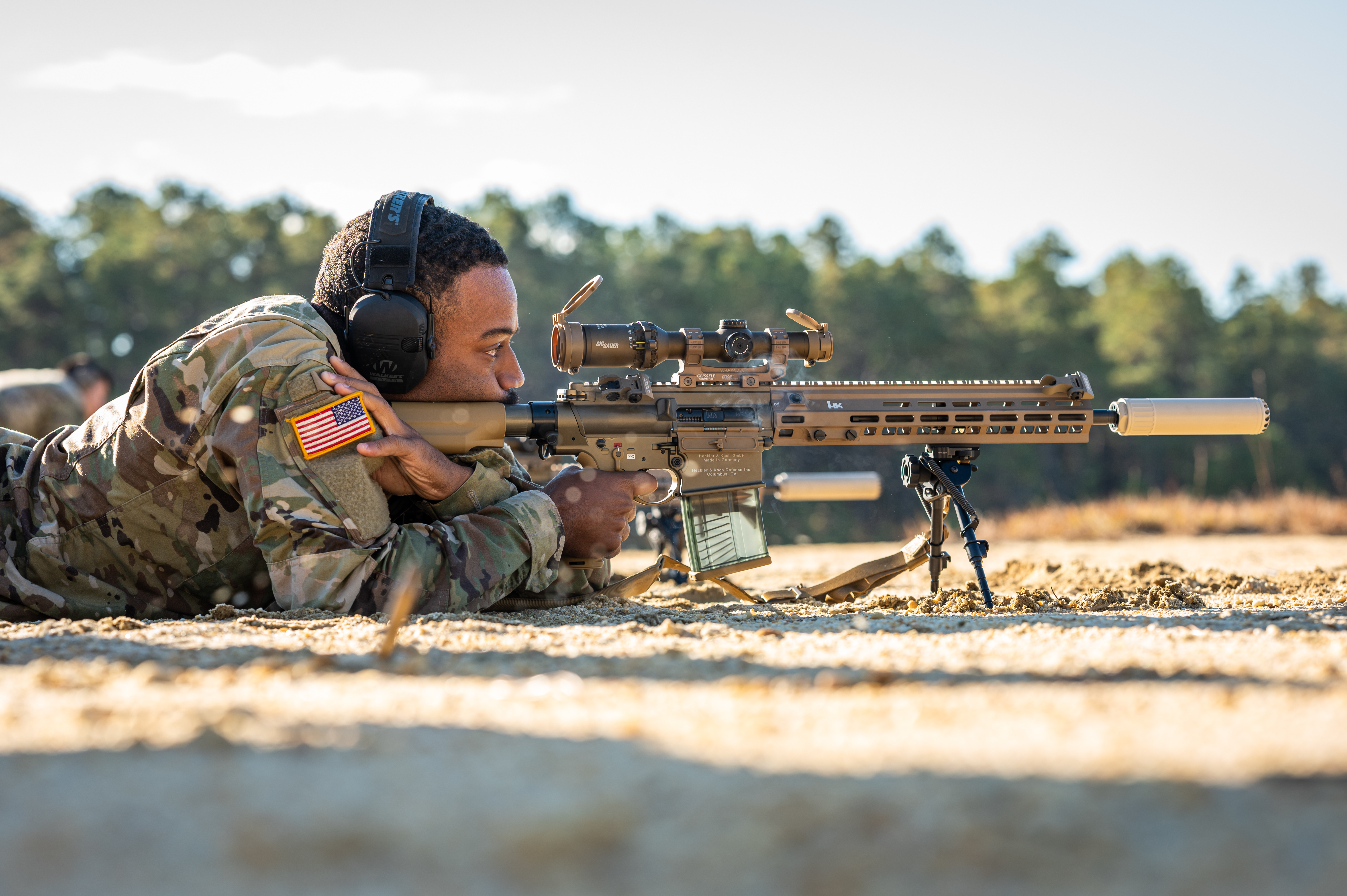
M110A1 Squad Designated Marksman Rifle

- Australien – Beschaffung mehrerer Gewehre für den Einsatz der Australian Army in Afghanistan.[3]
- Deutschland – Nach Auskunft der Bundesregierung wurden 157 Stück G27 bestellt, bezahlt und im Dezember 2010 an die Truppe ausgeliefert. 108 gingen an die Spezialkräfte im Heer, 49 an Spezialkräfte in der Marine.[4] Da die Testanforderungen nicht erfüllt wurden, wurde das G27 bei der regulären Truppe nicht eingeführt. Das Kommando Spezialkräfte verwendete das G27 bis zur Einführung des G28.[5] 2015 hat die Bundeswehr 600 G27 als Ergänzung des Waffenmixes bei Auslandseinsätzen für Mitte 2016 bestellt.[6][7]
- Vereinigtes Königreich – Angeblich soll der SAS das HK417 im Irak eingesetzt haben.[8]
- Irland – Spezialeinheit der irischen Streitkräfte: Army Ranger Wing.[9]
- Japan – Spezialeinheiten der Bodenselbstverteidigungsstreitkräfte.[10]
- Norwegen – Die norwegischen Streitkräfte haben einige HK417[11] gekauft und nutzen sie als Designated Marksman Rifle.[12]
- Frankreich – In den französischen Streitkräften ersetzt die HK417 die FR-F2.[13]
- Vereinigte Staaten – Die U.S. Army will das M110 durch eine modifizierte Version des G28 mit der Bezeichnung M110A1 Squad Designated Marksman Rifle (SDMR) ersetzen. Das Auftragsvolumen beträgt 5.000–6.000 Stück.[14]
- Österreich – Spezialeinheit des österreichischen Bundesheers: Jagdkommando.[15]
- Spanien – Marineinfanterie des spanischen Militärs.[16]

## Kritik
Die Bundeswehr hat, zunächst intern, Mängel am Haltebolzen der Abzugsgruppe und beim Hülsenauswurf festgestellt. Ein Beamter des BAAINBw machte diese Mängel publik.